# Movimiento partisano bielorruso y ruso de 2022
El movimiento partisano en Bielorrusia y Rusia surgió en ambos países como consecuencia de la invasión de este último a Ucrania en 2022. Se afirma que el movimiento actúa contra los regímenes autoritarios de Alexander Lukashenko en Bielorrusia y Vladimir Putin en Rusia y sus fuerzas armadas, así como contra los simpatizantes civiles de estas autoridades, para poner fin a la guerra en Ucrania.

## Ataques a edificios de autoridades y simpatizantes de la guerra
Para 07 de marzo de 2022, se registraron casos de incendios provocados de los departamentos de policía en Smolensk y Krasnoyarsk.
Al 5 de julio de 2022, se registraron al menos 23 ataques a oficinas de alistamiento militar, 20 de ellos provocados. Los ataques incendiarios no fueron una sola campaña coordinada: detrás de ellos había una variedad de personas, que iban desde grupos de extrema izquierda hasta grupos de extrema derecha. A veces eran solitarios que no se asociaban a ningún movimiento. Los vehículos civiles que llevaban la insignia de la letra Z (que apoyaban los esfuerzos de guerra) también fueron incendiados.
El 27 de agosto de 2022, varios medios de comunicación en ruso informaron que una mujer llamada Evgenia Belova roció con acelerador un BMW X6 estacionado y lo prendió fuego en Moscú. El vehículo pertenecía a Yevgeny Sekretarev (en ruso: Евгения Секретарева) quien supuestamente trabaja para la Octava Dirección del Estado Mayor General de las Fuerzas Armadas de la Federación Rusa; la Dirección supervisa el ru manejo de la censura en tiempos de guerra. Según los informes, una mujer detenida por el incendio también proclamó su oposición a la guerra. La mujer tiene 65 años, es paciente de una "clínica psiconeurológica" local y vive en el mismo edificio que Sekretarev. La cobertura del incidente por Radio Svoboda, un medio respaldado por el gobierno de los Estados Unidos, mencionó a un pariente de la mujer haciendo la afirmación no verificada de que fue secuestrada antes del incendio provocado por las fuerzas especiales ucranianas, retenida por un rescate de 500,000, e "hipnotizado". Los familiares de la mujer insistieron además en que ella nunca estuvo en contra de las autoridades rusas y nunca habría cometido un incendio provocado contra el gobierno ruso.

## Guerra ferroviaria

### Bielorrusia
La guerra ferroviaria se desarrolló activamente en Bielorrusia en febrero de 2022. El equipo de señalización fue destruido en tres regiones de Bielorrusia y las líneas ferroviarias fueron bloqueadas. Como resultado de estas operaciones, se interrumpió el trabajo de varias ramas del ferrocarril bielorruso.

### Rusia
En Rusia, los movimientos Organización de Combate de los Anarco-Comunistas (BOAK) y  Detengan los Vagones anunciaron sus actividades de sabotaje en la infraestructura ferroviaria. Según The Insider, 63 trenes de carga descarrilaron en Rusia entre marzo y junio de 2022, casi 1,5 veces más que en el mismo período del año pasado. Al mismo tiempo, la geografía de los accidentes de vagones se desplazó hacia el oeste y algunos trenes tuvieron accidentes cerca de unidades militares. Según Ferrocarriles Rusos y organismos de inspección, la mitad de los accidentes están relacionados con el mal estado de las vías del tren.

#### Atribuido a BOAK
Representantes de BOAK asumieron la responsabilidad no solo del desmantelamiento de rieles y el sabotaje ferroviario en Sergiyev Posad cerca de Moscú y cerca de Kirzhach, óblast de Vladimir, sino también de incendiar torres de telefonía celular (por ejemplo, en el pueblo de Belomestnoye en el óblast de Bélgorod) e incluso de incendiando autos de personas que apoyan las acciones del liderazgo ruso. Según los propios anarquistas, sus actividades se inspiraron en gran medida en las acciones de los partisanos bielorrusos, que resistieron eficazmente la invasión rusa a través del territorio de Bielorrusia al comienzo de la guerra.

#### Atribuido a Stop the Wagons
El movimiento "Stop the Wagons" en Rusia se atribuyó la responsabilidad del descarrilamiento de vagones en el óblast de Amur, por lo que el tráfico en el Ferrocarril Transiberiano se detuvo el 29 de junio de por el descarrilamiento de un tren en Tver el 5 de julio, varios vagones con carbón en Krasnoyarsk el 13 de julio, así como trenes de carga en el Krái de Krasnoyarsk, en la estación de Lesosibirsk el 19 de julio, en Majachkalá durante la noche entre el 23 y el 24 de julio (las autoridades investigadoras de Daguestán también están considerando el sabotaje como causa probable de este incidente) y en el ferrocarril Oktyabrskaya cerca de la estación de Babaevo el 12 de agosto. Según el mapa publicado por el movimiento, sus activistas operan en más del 30% del territorio de Rusia.

## Asesinato de Darya Dugina y manifiesto del Ejército Nacional Republicano
El 21 de agosto de 2022, una bomba colocada en un vehículo mató a Darya Dugina; se presume ampliamente que la bomba también estaba destinada a matar a Aleksandr Dugin. Ambos se identifican con el nazbolismo, dieron declaraciones justificando la guerra contra Ucrania y negaron atrocidades como la masacre de Bucha. Estados Unidos sancionó a ambas figuras por su apoyo al régimen y a la guerra; Dugina fue sancionada por su trabajo con Yevgeny Prigozhin en la injerencia rusa en las elecciones de Estados Unidos de 2016.
El exdiputado de la Duma rusa Ilya Ponomarev, con sede en Kiev, dijo que una organización partidista, el Ejército Nacional Republicano, está operando dentro de Rusia y se dedica a «derrocar al régimen de Putin» y está detrás del asesinato de Dugina. El político calificó el evento como un hito y dijo que los partisanos dentro de Rusia están listos para más ataques similares. Ponomarev ha dicho a varios medios que ha estado "en contacto" con representantes de la organización desde abril de 2022. Afirma que el grupo ha estado involucrado en incendios provocados de comisarías militares rusas no especificados en 2022. En una conferencia de exiliados de mayo de 2022 en Vilnius patrocinada por el Foro de Rusia Libre, Ponomarev hizo un llamado a los asistentes para que apoyaran la acción directa dentro de Rusia. A Spektr ( en ruso: Спектр) El reportero notó una respuesta indiferente de los asistentes.

### supuesto manifiesto
Ponomarev leyó el supuesto manifiesto de la NRA en un canal de YouTube de su propiedad, February Morning (en ruso: Утро Февраля). El texto del manifiesto también se compartió en el canal de Telegram afiliado a February Morning, Rospartizan (en ruso: Роспартизан). A 2022  de agosto del  26, las métricas de YouTube indican que el video que contiene el reclamo de responsabilidad y comparte el manifiesto es el video más visto de February Morning con 176,646 vistas.

### Dudas de la existencia de NRA
Una amplia variedad de comentaristas han planteado dudas sobre la responsabilidad de la NRA y su misma existencia. Un informe del 22 de agosto de 2022 de Reuters dice que «la afirmación [de Ponomarev] y la existencia del grupo no se pudieron verificar de forma independiente». La única sospechosa nombrada por los investigadores rusos es una mujer ucraniana que, según afirma Rusia, forma parte de su ejército. El gobierno ruso también ha declarado que la mujer huyó a Estonia. Los gobiernos de Ucrania y Estonia negaron cualquier papel en el asesinato.

### Los exiliados denuncian a Ponomarev
A pesar de la veracidad de las afirmaciones de Ponomarev, su respaldo a la acción armada contra el régimen resultó en su inclusión en la lista negra del grupo de exiliados anti-Putin, el Comité de Acción Ruso. Según la declaración del Comité, esto se debió a que "pidió ataques terroristas en territorio ruso". La declaración del Comité también insinuó que Dugina era un "civil" que no participó en el enfrentamiento armado", y condenó las denuncias de Aleksandr Dugin tras el ataque como "un rechazo demostrativo de la empatía humana normal hacia las familias de las víctimas".

## Reacción de las autoridades
Las autoridades rusas se vieron obligadas a reforzar las medidas de seguridad en los ferrocarriles.
El 27 de abril, las autoridades bielorrusas aprobaron enmiendas al Código Penal, que contemplan la posibilidad de aplicar la pena de muerte "por tentativa de actos de terrorismo".
El 8 de mayo de 2022 fue bloqueado el canal de Telegram del movimiento. Según sus propias declaraciones, fueron bloqueados «tras la publicación de un mapa de resistencia ferroviaria, que cubría más del 30% del territorio de Rusia». El 19 de julio, el sitio web de Stop the Wagons fue bloqueado por Roskomnadzor en Rusia a pedido de la Fiscalía General.
En agosto de 2022, un tribunal de Moscú multó al mensajero de Telegram con 7 millones de rublos rusos (estimados por TASS como equivalentes a 113 900 dólares estadounidenses) por negarse a eliminar los canales que brindan instrucciones para el sabotaje ferroviario y contienen «propaganda que impulsa la ideología del anarquismo ».